# 安哥拉—辛巴威關係
安哥拉－辛巴威關係自安哥拉於1975年和辛巴威於1980年獨立以來，一直保持著密切友善的雙邊關係。

## 軍事方面
辛巴威總統羅伯·穆加比於1994年11月15日和時任南非總統納爾遜·曼德拉在尚比亞首都路沙卡會面，並一起簽屬支持停止安哥拉內戰的《路沙卡議定書》（Lusaka Protocol）。穆加比和曼德拉表示，他們將與親西方的反政府組織爭取安哥拉徹底獨立全國聯盟（UNITA）的領導人若納斯·薩文比合作，曼德拉還邀請薩文比拜訪南非，但最後薩文比並沒有來。
1998年，安哥拉政府向辛巴威購買彈藥和軍服，這違反了《路沙卡協定書》中的武器禁運項目。安哥拉政府因為跟其他國家購買武器而增加了軍事實力，並在2002年時打贏了內戰，當局曾對此表示感謝
。